# Alcest
Alcest — французская пост-блэк-метал-группа из города Баньоль-сюр-Сез. Её лидером и основателем является Neige (Стефан По). Группа была образована в 1999 году как сольный блэк-метал-проект Нежа, вскоре превратившийся в трио. Но, сразу после релиза их первого демо в 2001 году, участники группы Аэгнор (Aegnor) и Аргот (Argoth) покинули группу. В 2009 году барабанщик Винтерхальтер из Les Discrets (бывший участник Peste Noire) присоединился к студийному составу Alcest после 8 лет, в течение которых Неж был единственным постоянным участником.
Группа является первооткрывателем жанра блэкгейз, благодаря их мини-альбому Le Secret, выпущенному в 2005. С момента создания Alcest выпустили семь студийных альбомов, а также несколько мини-альбомов и сплит-альбомов. Четвёртый релиз коллектива, Shelter, изданный в 2014 году, отметился резким уклоном в звучание шугейза. Предпоследний альбом Kodama продемонстрировал возвращение Alcest к блэкгейзу.

## История
Alcest была основана как сольный проект Нежа в 1999 году. Вскоре в группу был принят басист Аргот и соло-гитарист Аэгнор (позже известный как La sale Famine de Valfunde, в этом проекте Неж был ударником и ритм-гитаристом в ранние годы Peste Noire и даже записал песню «La Césarienne» для Peste Noire исполняя роль соло-гитариста).
В 2001 группа выпустила на лейбле Drakkar Productions демозапись, состоящую из 4 треков и названную Tristesse Hivernale. Вскоре после того, как демо было выпущено, Аэгнор и Аргот покинули коллектив и в группе снова остался один Неж. С этого момента деятельность Alcest стала в большей степени его личным творчеством. Изначально основав Alcest с целью играть сырой блэк-метал, Неж отошёл от музыки в минималистском стиле. Результатом этого стал следующий после демо Tristesse Hivernale EP Le Secret. Этот мини-альбом, выпущенный в мае 2005 года, стал прообразом нового стиля блэкгейз, появившегося после восстановления Alcest.
После того, как в марте 2007 года Alcest были подписаны на лейблом Prophecy Productions, уже в начале августа был выпущен дебютный альбом Souvenirs d’un autre monde. Alcest сразу поставили в один ряд с такими музыкантами как My Bloody Valentine и Jesu. По словам журналиста Pitchfork Брэндона Стоси альбом «не является блэк-металом вовсе» и сравним с «более лёгкой попыткой повторить шугейз Jesu».
В августе 2007 года Tristesse Hivernale был выпущен лейблом Northern Silence Productions как сплит-альбом с французской блэк-метал группой Angmar. 30 ноября 2009 года Alcest также выпустили сплит-лонгплей с французской группой Les Discrets.
Второй альбом Alcest, названный Écailles de Lune (Весы луны) был выпущен 29 марта 2010 года. Альбом был ожидаем фанатами и получил тёплые отзывы музыкальных критиков. Журналист AllMusic Нед Рэггет написал, что альбом «являет собой неотразимый синтез театральности блэк-металла и саунда шугейза, полностью захватывая слушателя, даже несмотря на то, что лидер группы Neige первоначально бессознательно пришёл к записи такого звучания».
Третий альбом группы Les Voyages de l'Âme был выпущен 6 января 2012 года. Альбом также получил позитивные отзывы музыкальных критиков. Нью-Йорк Таймс описала его как «пока лучший пример того, что они [Alcest] могли сделать».
Четвёртый альбом Alcest, названный Shelter, был выпущен 17 января 2014 года на лейбле Prophecy Productions. В записи участвовал Биргир Йон Биргиссон в качестве продюсера, Amiina, записавшая струнные секции, и Нил Халстед. Стилистически альбом является радикальным отступлением от привычного звучания группы, отбросив все следы метала из своего саунда и полностью сосредоточившись на шугейз составляющей в своих треках. Неж позже сказал в интервью: «Мы гордимся им, но я думаю что возможно альбом слегка излишне подвержен влиянию других вещей. Я был действительно одержим Slowdive в то время. Shelter все ещё звучит очень в духе Alcest, но возможно не так сильно как остальные альбомы».
15 января 2016 года Неж опубликовал на странице группы в Facebook сообщение «Новый альбом. Начали запись». Он также прокомментировал, что альбом будет «определённо мрачнее». 16 мая он заявил, что альбом находится в стадии мастеринга. 26 июля стало известно, что альбом будет называться Kodama и выйдет 30 сентября. Неж сказал, что при создании новой пластинки он вдохновлялся японским искусством и культурой, например фильмом Хаяо Миядзаки «Принцесса Мононоке». В музыкальном плане альбом является возвращением к более традиционному блэкгейз-звучанию группы.
22 января 2019 года группа на своей странице в социальной сети объявила о том, что на следующий день начнёт запись нового студийного альбома.
10 апреля 2019 года группа заявила о подписании контракта с лейблом Nuclear Blast. В сообщении, размещённом на сайте лейбла также говорилось о том, что музыканты продолжают запись шестого студийного альбома, пока не имеющего названия и планируют серию живых выступлений на музыкальных фестивалях США и Европы в 2019 году.
Шестой альбом Spiritual Instinct вышел 25 октября 2019 года.
В мае 2022 года группа объявила, что находится в процессе записи нового студийного альбома, который станет продолжением Spiritual Instinct.

## Музыкальный стиль
За свою карьеру коллектив несколько раз менял вектор своего музыкального развития. Хотя их первое демо Tristesse hivernale представляет собой пример сырого блэк-метала, их дебютный мини-альбом рассматривается многими, как первый альбом в стиле блэкгейз, в связи с чем группу признают первооткрывателем этого жанра. После записи Le Secret и до выхода Shelter группа сравнивалась как с блэк-метал-коллективами такими, как Burzum и Ulver, за использование грубого, экстремального вокала, скрима, бласт-бита, наряду с быстрыми гитарными тремоло-проигрышами так и с шугейз-группами, такими как Slowdive, создающими массивный эффект стены звука. Альбом, выпущенный Alcest в 2014 году и названный Shelter был значительным отступлением от привычного звучания, чистым шугейзом, полностью исключившим все следы влияния метала. Однако следующий альбом Kodama был частичным возвращением к блэкгейзу ранних работ группы.
По словам Нежа, будучи ребёнком он имел опыт контакта с «далёкой страной», которую он обобщённо сравнивает со «сказочной землёй фей». Alcest для него служит средством музыкальной адаптации воспоминаний из этого «другого мира». По утверждению Нежа, Alcest — это путешествие для слушателя в этот волшебный мир через его воспоминания, целью музыкантов было создать «потусторонний, неземной, ностальгический саунд». Для этого были использованы элементы стилей блэк-метал и шугейз, хотя первоначально группа не ставила себе цель играть в каком-то конкретном из этих двух стилей.

## Участники
| Текущий состав - Стефан По (Neige) — вокал, гитара, клавишные, бас (1999-present), ударные (1999—2009) - Жан Дефландр (Winterhalter) — ударные (2009-наши дни) Сессионные музыканты - Пьер Корсон (Zero) — гитара, бэк-вокал (2010-наши дни) - Эндрия Саре — бас (2010-наши дни) | Бывшие участники - Людовик Ван Альст (Aegnor) — соло-гитара (2000—2001) - Argoth — бас (2000—2001) Бывшие сессионные музыканты - Фюрси Тейссье — бас (2010) - Zoé — гитара (2013) |

## Дискография
Студийные альбомы
| Год  | Название                   | Высшая позиция в чартах | Высшая позиция в чартах | Высшая позиция в чартах | Высшая позиция в чартах | Высшая позиция в чартах |
| ---- | -------------------------- | ----------------------- | ----------------------- | ----------------------- | ----------------------- | ----------------------- |
| Год  | Название                   | Bel(Fl)                 | Fin                     | Ger                     | SWI                     | US Heat                 |
| 2007 | Souvenirs d’un autre monde | —                       | —                       | —                       | —                       | —                       |
| 2010 | Écailles de Lune           | —                       | —                       | —                       | —                       | —                       |
| 2012 | Les Voyages de l'Âme       | —                       | —                       | —                       | —                       | —                       |
| 2014 | Shelter                    | —                       | 17                      | 28                      | —                       | —                       |
| 2016 | Kodama                     | 109                     | —                       | 15                      | 62                      | 8                       |
| 2019 | Spiritual Instinct         |                         |                         |                         |                         |                         |
| 2024 | Les Chants de l'Aurore     |                         |                         |                         |                         |                         |

| Год  | Название                |
| ---- | ----------------------- |
| 2005 | Le Secret               |
| 2011 | Le Secret (переиздание) |

| Год  | Название                                        | Вместе с     |
| ---- | ----------------------------------------------- | ------------ |
| 2007 | Aux funérailles du monde… / Tristesse hivernale | Angmar       |
| 2009 | Les Discrets / Alcest                           | Les Discrets |

| Год  | Название      |
| ---- | ------------- |
| 2011 | «Autre temps» |
| 2013 | «Opale»       |
| 2019 | «Protection»  |
| 2019 | «Sapphire»    |

| Год  | Название            |
| ---- | ------------------- |
| 2001 | Tristesse hivernale |

| Год  | Название         |
| ---- | ---------------- |
| 2012 | BBC Live Session |

Клипы
- «Autre Temps» (2011)
- «Les Voyages de l'Âme» (2012)
- «Opale» (2013)
- «Protection» (2019)
- «Sapphire» (2019)

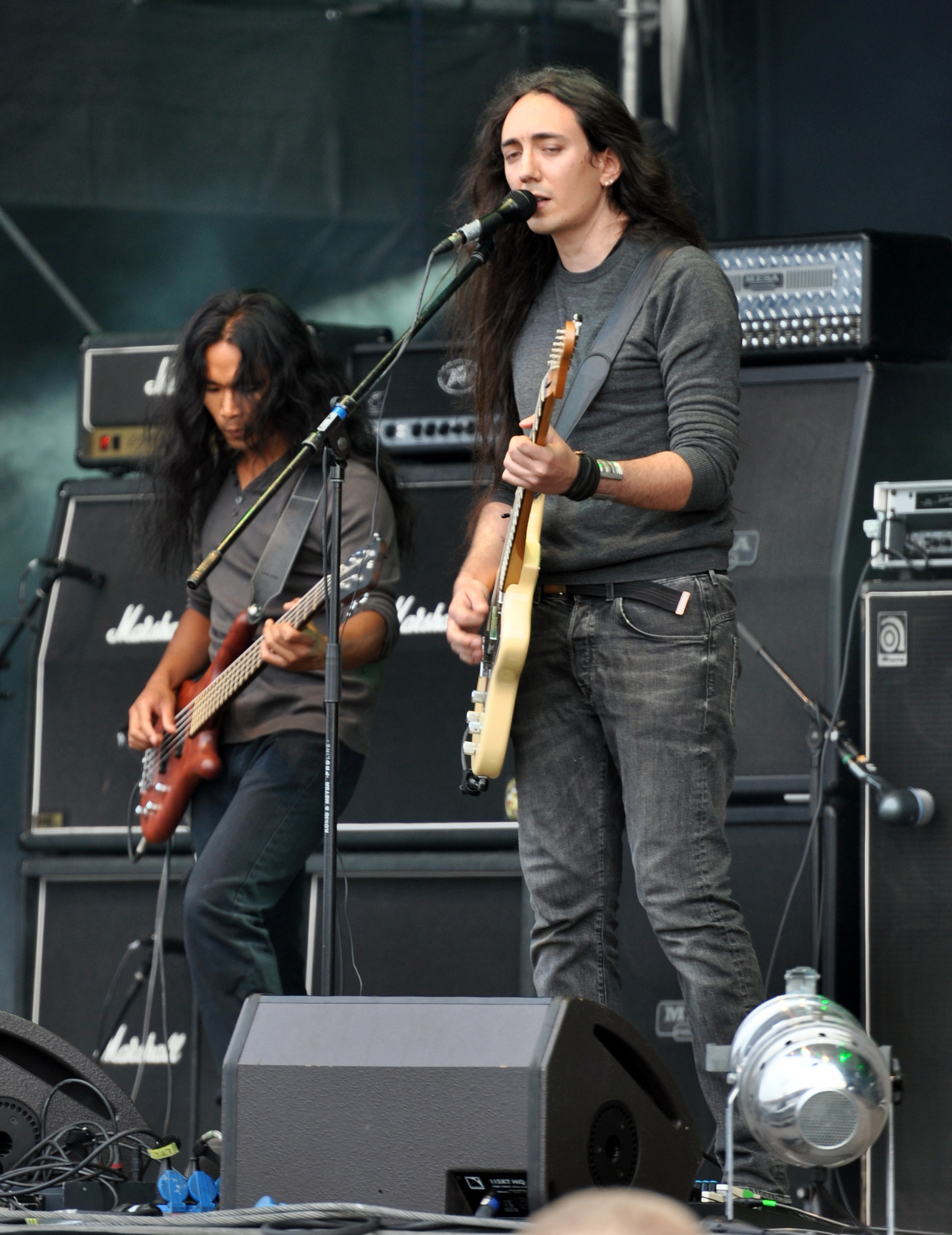
Живое выступление Alcest в 2013, Neige (справа) и сессионный музыкант Indria

- «La limuere autant que l’ombre» (2019)
- "L'Envol" (2024)
- "Flamme Jumelle" (2024)